# First Division 1948-1949
La First Division 1948-1949 è stata la 50ª edizione della massima serie del campionato inglese di calcio, disputato tra il 21 agosto 1948 e il 7 maggio 1949 e concluso con la vittoria del Portsmouth, al suo primo titolo.
Capocannoniere del torneo è stato Willie Moir (Bolton) con 25 reti.

## Stagione

### Novità
Al posto delle retrocesse Blackburn e Grimsby Town sono saliti dalla Second Division il Birmingham City e il Newcastle Utd.

## Squadre partecipanti
| Club              | Stagione | Città               | Stadio           | Stagione precedente                   |
| ----------------- | -------- | ------------------- | ---------------- | ------------------------------------- |
| Arsenal           | dettagli | Londra              | Highbury         | 1º posto in First Division            |
| Aston Villa       | dettagli | Birmingham          | Villa Park       | 6º posto in First Division            |
| Birmingham City   | dettagli | Birmingham          | St Andrew's      | 1º posto in Second Division, promosso |
| Blackpool         | dettagli | Blackpool           | Bloomfield Road  | 9º posto in First Division            |
| Bolton            | dettagli | Bolton              | Burnden Park     | 17º posto in First Division           |
| Burnley           | dettagli | Burnley             | Turf Moor        | 3º posto in First Division            |
| Charlton          | dettagli | Londra              | The Valley       | 13º posto in First Division           |
| Chelsea           | dettagli | Londra              | Stamford Bridge  | 18º posto in First Division           |
| Derby County      | dettagli | Derby               | Baseball Ground  | 4º posto in First Division            |
| Everton           | dettagli | Liverpool           | Goodison Park    | 14º posto in First Division           |
| Huddersfield Town | dettagli | Huddersfield        | Leeds Road       | 19º posto in First Division           |
| Liverpool         | dettagli | Liverpool           | Anfield          | 11º posto in First Division           |
| Manchester City   | dettagli | Manchester          | Maine Road       | 10º posto in First Division           |
| Manchester Utd    | dettagli | Manchester          | Maine Road       | 2º posto in First Division            |
| Middlesbrough     | dettagli | Middlesbrough       | Ayresome Park    | 16º posto in First Division           |
| Newcastle Utd     | dettagli | Newcastle-upon-Tyne | St James' Park   | 2º posto in Second Division, promosso |
| Portsmouth        | dettagli | Portsmouth          | Fratton Park     | 8º posto in First Division            |
| Preston N.E.      | dettagli | Preston             | Deepdale         | 7º posto in First Division            |
| Sheffield Utd     | dettagli | Sheffield           | Bramall Lane     | 12º posto in First Division           |
| Stoke City        | dettagli | Stoke-on-Trent      | Victoria Ground  | 15º posto in First Division           |
| Sunderland        | dettagli | Sunderland          | Roker Park       | 20º posto in First Division           |
| Wolverhampton     | dettagli | Wolverhampton       | Molineux Stadium | 5º posto in First Division            |

## Classifica finale
|       | Pos. | Squadra           | Pt | G  | V  | N  | P  | GF | GS | Med   |
| ----- | ---- | ----------------- | -- | -- | -- | -- | -- | -- | -- | ----- |
|       | 1.   | Portsmouth        | 58 | 42 | 25 | 8  | 9  | 84 | 42 | 2.000 |
|       | 2.   | Manchester Utd    | 53 | 42 | 21 | 11 | 10 | 77 | 44 | 1.750 |
|       | 3.   | Derby County      | 53 | 42 | 22 | 9  | 11 | 74 | 55 | 1.345 |
|       | 4.   | Newcastle Utd     | 52 | 42 | 20 | 12 | 10 | 70 | 56 | 1.250 |
|       | 5.   | Arsenal           | 49 | 42 | 18 | 13 | 11 | 74 | 44 | 1.682 |
| [ 2 ] | 6.   | Wolverhampton     | 46 | 42 | 17 | 12 | 13 | 79 | 66 | 1.197 |
|       | 7.   | Manchester City   | 45 | 42 | 15 | 15 | 12 | 47 | 51 | 0.922 |
|       | 8.   | Sunderland        | 43 | 42 | 13 | 17 | 12 | 49 | 58 | 0.845 |
|       | 9.   | Charlton          | 42 | 42 | 15 | 12 | 15 | 63 | 67 | 0.940 |
|       | 10.  | Aston Villa       | 42 | 42 | 16 | 10 | 16 | 60 | 76 | 0.789 |
|       | 11.  | Stoke City        | 41 | 42 | 16 | 9  | 17 | 66 | 68 | 0.971 |
|       | 12.  | Liverpool         | 40 | 42 | 13 | 14 | 15 | 53 | 43 | 1.233 |
|       | 13.  | Chelsea           | 38 | 42 | 12 | 14 | 16 | 69 | 68 | 1.015 |
|       | 14.  | Bolton            | 38 | 42 | 14 | 10 | 18 | 59 | 68 | 0.868 |
|       | 15.  | Burnley           | 38 | 42 | 12 | 14 | 16 | 43 | 50 | 0.860 |
|       | 16.  | Blackpool         | 38 | 42 | 11 | 16 | 15 | 54 | 67 | 0.806 |
|       | 17.  | Birmingham City   | 37 | 42 | 11 | 15 | 16 | 36 | 38 | 0.947 |
|       | 18.  | Everton           | 37 | 42 | 13 | 11 | 18 | 41 | 63 | 0.651 |
|       | 19.  | Middlesbrough     | 34 | 42 | 11 | 12 | 19 | 46 | 57 | 0.807 |
|       | 20.  | Huddersfield Town | 34 | 42 | 12 | 10 | 20 | 40 | 69 | 0.580 |
|       | 21.  | Preston N.E.      | 33 | 42 | 11 | 11 | 20 | 62 | 75 | 0.827 |
|       | 22.  | Sheffield Utd     | 33 | 42 | 11 | 11 | 20 | 57 | 78 | 0.731 |

Legenda:
      Campione d'Inghilterra.
      Retrocessa in Second Division.
Regolamento:
Due punti a vittoria, uno a pareggio, zero a sconfitta.
A parità di punti le squadre venivano classificate secondo il quoziente reti.

## Statistiche

### Squadre

#### Capoliste solitarie
Fonte:
|    | —— | —— | —— | ——         | ——         | ——         | ——         | ——         | ——         | ——         | ——         | ——         | ——  | ——           | ——           | ——           | ——           | ——           | ——           | ——           | ——  | ——         | ——         | ——         | ——         | ——         | ——         | ——         | ——         | ——         | ——         | ——         | ——         | ——         | ——         | ——         | ——         | ——         | ——         | ——         | ——         | —— |  |
|    |    | DC |    | Portsmouth | Portsmouth | Portsmouth | Portsmouth | Portsmouth | Portsmouth | Portsmouth | Portsmouth | Portsmouth |     | Derby County | Derby County | Derby County | Derby County | Derby County | Derby County | Derby County | NU  | Portsmouth | Portsmouth | Portsmouth | Portsmouth | Portsmouth | Portsmouth | Portsmouth | Portsmouth | Portsmouth | Portsmouth | Portsmouth | Portsmouth | Portsmouth | Portsmouth | Portsmouth | Portsmouth | Portsmouth | Portsmouth | Portsmouth | Portsmouth |    |  |
|    |    |    |    |            |            |            |            |            |            |            |            |            |     |              |              |              |              |              |              |              |     |            |            |            |            |            |            |            |            |            |            |            |            |            |            |            |            |            |            |            |            |    |  |
|    |    |    |    |            |            |            |            |            |            |            |            |            |     |              |              |              |              |              |              |              |     |            |            |            |            |            |            |            |            |            |            |            |            |            |            |            |            |            |            |            |            |    |  |
| 1ª | 2ª | 3ª | 4ª | 5ª         | 6ª         | 7ª         | 8ª         | 9ª         | 10ª        | 11ª        | 12ª        | 13ª        | 14ª | 15ª          | 16ª          | 17ª          | 18ª          | 19ª          | 20ª          | 21ª          | 22ª | 23ª        | 24ª        | 25ª        | 26ª        | 27ª        | 28ª        | 29ª        | 30ª        | 31ª        | 32ª        | 33ª        | 34ª        | 35ª        | 36ª        | 37ª        | 38ª        | 39ª        | 40ª        | 41ª        | 42ª        |    |  |